# Kalappia
Kalappia é um género botânico pertencente à família Fabaceae.
1. ↑  «Kalappia — World Flora Online». www.worldfloraonline.org. Consultado em 19 de agosto de 2020